# Ulica Kotlarska w Krakowie
Ulica Kotlarska – ulica w Krakowie, położona w całości w administracyjnej dzielnicy II Grzegórzki.

## Przebieg
Ulica rozpoczyna swój bieg na Rondzie Grzegórzeckim, gdzie staje się przedłużeniem Alei Powstania Warszawskiego, i właściwie bezprzecznicowo łączy je z Mostem Kotlarskim na którym kończy swój przebieg, a jej przedłużeniem za mostem staje się ulica Gustawa Herlinga-Grudzińskiego.

## Historia
Historia ulicy rozpoczyna się w latach 80. XX wieku, kiedy została wytyczona i zbudowana jako nowa arteria ze Śródmieścia do Podgórza. Przeszkodą w kontynuowaniu trasy była rzeka Wisła, gdyż zabrakło wówczas finansów na zbudowanie mostu. Arteria przez 20 lat kończyła bieg przed Wisłą na skrzyżowaniu z ulicą Podgórską (przebudowano je w 2001 roku podczas budowy mostu). Wcześniejsze plany zostały zrealizowane w 2001 roku, kiedy wybudowano Most Kotlarski, łączący omawianą ulicę z Zabłociem.

## XXI wiek
Ulica Kotlarska jest czteropasmową drogą z torowiskiem tramwajowym prowadzącym do pętli „Mały Płaszów”, ale przez estakadę tramwajową nad stacją Kraków Płaszów również w kierunku Kurdwanowa, Prokocimia i Nowego Bieżanowa. Jest ona częścią II obwodnicy Krakowa.

## Galeria

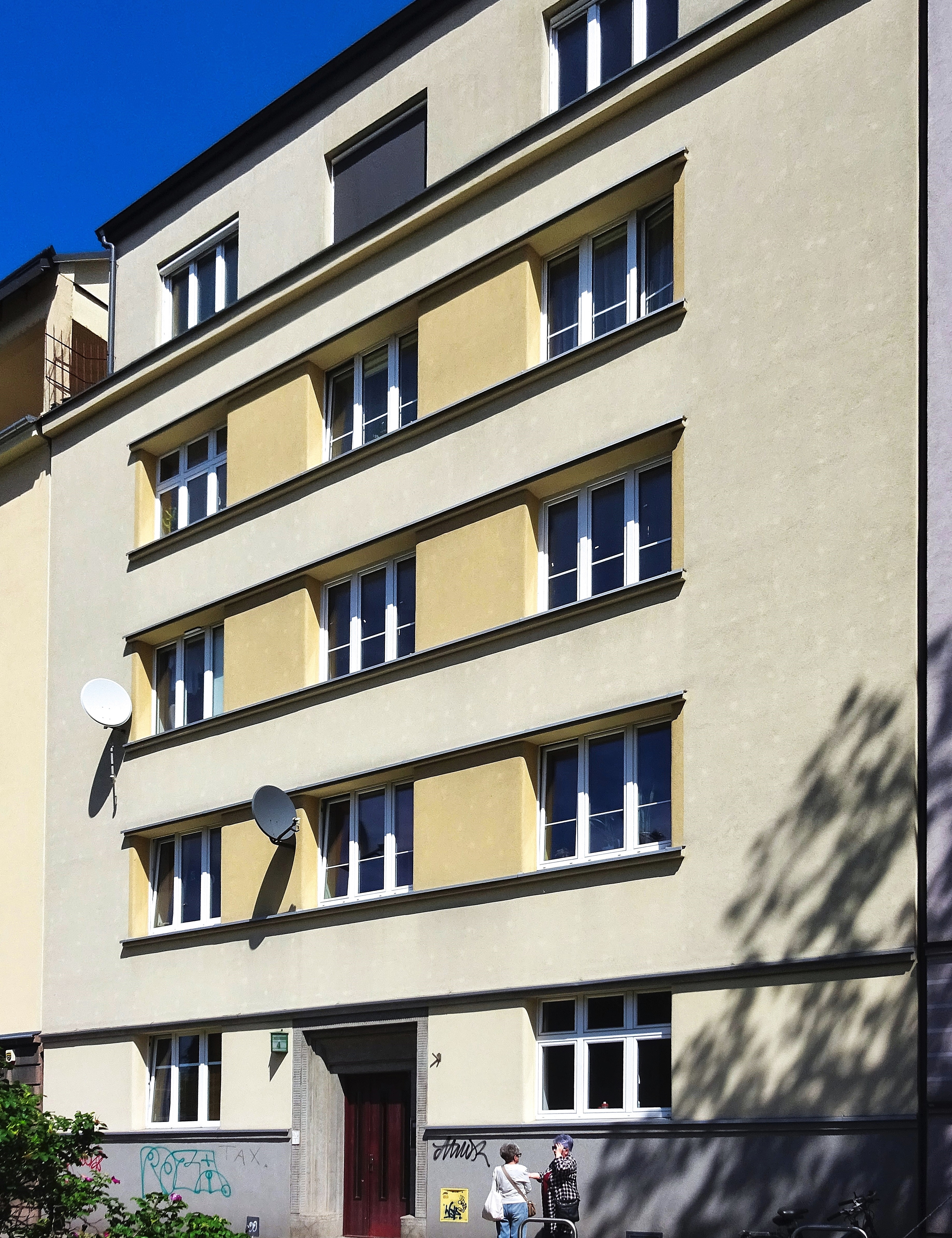
ul. Kotlarska 4 Kamienica (proj. Karol Bęben, 1936–1937)